# Biệt đội cánh cụt vùng Madagascar
Biệt đội chim cánh cụt vùng Madagascar (tên phim tiếng Anh: Penguins Of Madagascar) là một phim hoạt hình máy tính 3D hài hành động Mỹ 2014 được sản xuất bởi DreamWorks Animation và phát hành bởi 20th Century Fox.
Phim của đạo diễn Simon J. Smith và Eric Darnell,, kịch bản của Michael Colton và John Aboud.. Phim được công chiếu vào ngày 26 tháng 11 năm 2014.

## Phân vai

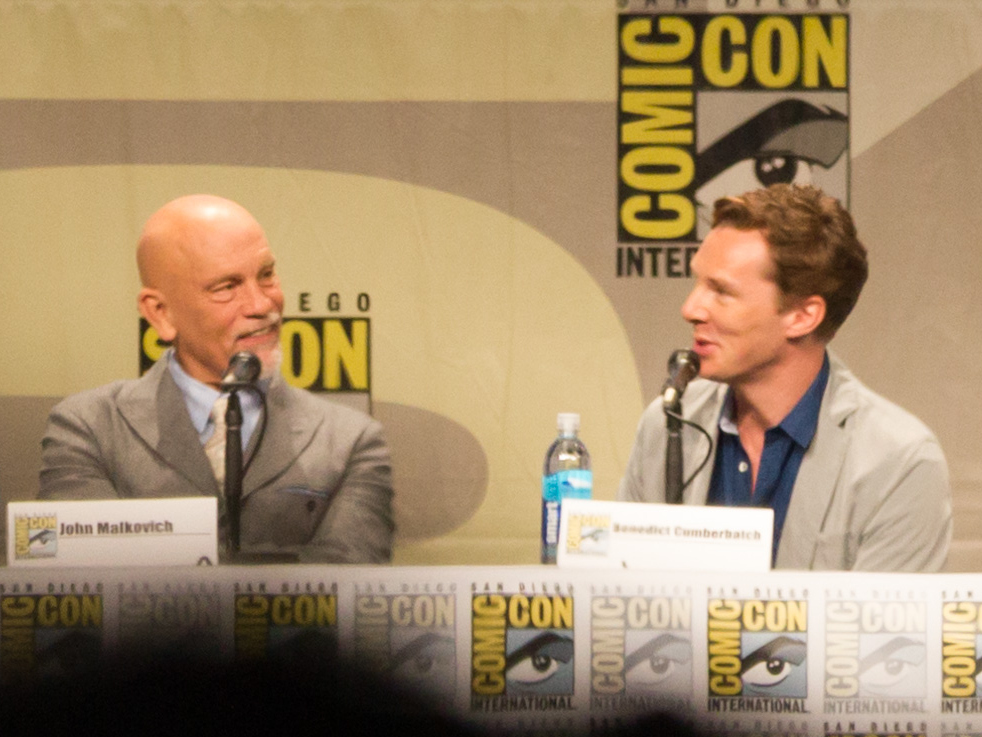
John Malkovich và Benedict Cumberbatch trò chuyện về panel của Penguins of Madagascar tại San Diego Comic-Con International 2014.

- Tom McGrath vai Skipper, người dẫn đầu đàn chim cánh cụt.[12]
- Chris Miller vai Kowalski[12]
- Conrad Vernon vai Rico,[13]
- Christopher Knights vai Private.[12]
- Benedict Cumberbatch vai Classified.[2][12]
- John Malkovich vai Dave.[2][12][14]
- Ken Jeong vai Short Fuse.[11]
- Annet Mahendru vai Eva[12]
- Peter Stormare vai Corporal.[12]
- Werner Herzog vai nhà làm phim tư liệu.[15]
- Danny Jacobs vai Vua King Julien XIII.
- Andy Richter vai Mort.

## Nhạc phim
| STT | Nhan đề                              | Thời lượng |
| --- | ------------------------------------ | ---------- |
| 1.  | "The Penguins of Madagascar"         | 4:10       |
| 2.  | "Antarctica"                         | 3:31       |
| 3.  | "Demersus"                           | 2:53       |
| 4.  | "Sclateri"                           | 3:25       |
| 5.  | "Adeliae"                            | 3:31       |
| 6.  | "Forsteri"                           | 2:52       |
| 7.  | "Patagonicus"                        | 3:03       |
| 8.  | "Magellanicus"                       | 1:24       |
| 9.  | "Private's Theme"                    | 2:34       |
| 10. | "Robustus"                           | 3:36       |
| 11. | "Eudyptula Minor"                    | 1:35       |
| 12. | "Chrysolophus"                       | 2:51       |
| 13. | "Chrysocome"                         | 1:59       |
| 14. | "Antipodes"                          | 1:20       |
| 15. | "Schlegeli"                          | 2:46       |
| 16. | "Mendiculus"                         | 3:14       |
| 17. | "Papua"                              | 1:56       |
| 18. | "Humboldti"                          | 2:52       |
| 19. | "He Is Dave" (featuring Antony Genn) | 3:14       |

## Phản hồi

### Phòng vé
Penguins of Madagascar đạt doanh thu $83.4 triệu ở Bắc Mỹ và $290.2 triệu ở các quốc gia bên ngoài đem đến tổng doanh thu toàn thế giới là $373.6 triệu. Kinh phí sản xuất phim là $132 triệu, theo chủ tịch của DreamWorks Animation Ann Dally]."

#### Bắc Mỹ
Penguins of Madagascar được công chiếu vào ngày 26 tháng 11 năm 2014 ở Bắc Mỹ và Canada qua 3,764 rạp. Trong ngày đầu phim kiếm về $6.25 triệu và $3.95 triệu vài ngày tiếp theo Ngày tạ ơn. Phim thu về $10.5 triệu vào Ngày thứ sáu đen tối  Trong tuần đầu phim thu về $25.4 triệu và đứng thứ #2 phòng vé chỉ sau The Hunger Games: Mockingjay – Part 1 

## Giải thưởng
| Danh sách giải thưởng và đề cử                 | Danh sách giải thưởng và đề cử                                                    | Danh sách giải thưởng và đề cử                                     | Danh sách giải thưởng và đề cử | Danh sách giải thưởng và đề cử |
| Giải / Liên hoan phim                          | Thể loại                                                                          | Người nhận                                                         | Kết quả                        | Ref                            |
| ---------------------------------------------- | --------------------------------------------------------------------------------- | ------------------------------------------------------------------ | ------------------------------ | ------------------------------ |
| 42nd Annie Awards                              | Outstanding Achievement for Animated Effects in an Animated Production            | Mitul Patel, Nicolas Delbecq, Santosh Khedkar và Yash Argawal      | Đề cử                          | [ 21 ]                         |
| 42nd Annie Awards                              | Outstanding Achievement for Character Animation in an Animated Feature Production | Ravi Kamble                                                        | Đề cử                          | [ 21 ]                         |
| 42nd Annie Awards                              | Outstanding Achievement for Character Design in an Animated Feature Production    | Craig Kellman, Joe Moshier, Stevie Lewis and Todd Kurosawa         | Đề cử                          | [ 21 ]                         |
| 51st Cinema Audio Society Awards               | Outstanding Achievement in Sound Mixing for Motion Picture - Animated             | Tighe Sheldon, Paul N.J. Ottosson, Dennis Sands và Randy K. Singer | Đề cử                          | [ 22 ]                         |
| 28th Kids' Choice Awards                       | Favorite Animated Movie                                                           | Eric Darnell và Simon J. Smith                                     | Đề cử                          | [ 23 ]                         |
| 11th St. Louis Film Critics Association Awards | Best Animated Film                                                                | Eric Darnell và Simon J. Smith                                     | Đề cử                          | [ 24 ]                         |

## Trò chơi điện tử
Một trò chơi điện tử dựa trên phim mang tên Penguins of Madagascar, được phát hành bởi Little Orbit vào ngày 25 tháng 11 năm 2014 cho Nintendo 3DS, Wii, và Wii U.